# カマラ・ハリス
カマラ・デヴィ・ハリス（英語: Kamala Devi Harris、[ˈkɑːmələ] KAH-mə-lə、1964年10月20日 - ）は、アメリカ合衆国の政治家、法律家。同国第49代副大統領（在任: 2021年1月20日 - 2025年1月20日）。サンフランシスコ市郡地方検事、カリフォルニア州司法長官、カリフォルニア州選出連邦上院議員を歴任した。アフリカ系（ジャマイカ系）アメリカ人女性としては2人目、南アジア系（インド系）アメリカ人としては初の連邦上院議員である。2021年1月20日に女性・アフリカ系（黒人）・インド系アメリカ人初の副大統領に就任した。2024年アメリカ合衆国大統領選挙での民主党の大統領候補であった。
カリフォルニア州オークランドにてジャマイカ出身の経済学者であるドナルド・ハリスとインドマドラス出身の内分泌学研究者であるシャマラ・ゴパラン＝ハリスの間の娘として誕生した。7歳の時に父母が離婚し母に育てられた。なお父はアフリカ系（黒人）で母はインド系（タミル系インド人のバラモン）である。
ハワード大学とカリフォルニア大学ヘイスティングス・ロー・スクールを卒業した。アラメダ郡の地方検事局でキャリアをスタートさせ、サンフランシスコ地方検事局後にサンフランシスコ市検事局に採用された。2004年に第27代サンフランシスコ地方検事に選出され、2011年まで務めた。 2010年にカリフォルニア州司法長官に当選したハリスは、2014年に僅差で再選された。同年にユダヤ系白人の弁護士であるダグ・エムホフと結婚した。 
州司法長官を2期務めている間に民主党内で新進気鋭の若手として話題となり、2016年の上院議員選挙でロレッタ・サンチェスを破り、現職のバーバラ・ボクサー上院議員の後任として、カリフォルニア州で3人目の女性上院議員となった。黒人女性が上院議員になるのは彼女で2人目であった。 上院議員としてハリスは単一医療保険制度・大麻の連邦政府による合法化・不法移民のための市民権への道・DREAM法・暴行武器の禁止・累進課税制度を支持してきた。また公聴会における検察官らしい質問の仕方も民主党左派から好評を博した。特に連邦最高裁判事に指名されたブレット・カバノーの承認公聴会での厳しい尋問ぶりや、ロシア疑惑捜査報告書についてウィリアム・バー司法長官を追及したのが話題になった。
2019年1月に2020年アメリカ合衆国大統領選挙の民主党の大統領候補を選出する予備選挙に立候補し、同年12月3日に予備選挙戦から撤退するまでの間、一時的にフロントランナーとなったこともあった。その後、2020年8月11日に民主党のジョー・バイデンの副大統領候補に選出された。主要政党の副大統領候補としては初のアフリカ系（黒人）・アジア系アメリカ人であり、ジェラルディン・フェラーロとサラ・ペイリンに次ぐ3番目の女性副大統領候補となった。2020年11月3日に実施された2020年アメリカ合衆国大統領選挙に民主党の大統領候補であるジョー・バイデンの副大統領候補として出馬して当選を果たした。1月20日の大統領就任式を経て副大統領に就任した。初の女性・アフリカ系・南アジア系の副大統領である。

## 来歴

### 生い立ち
母親のシャーマラ・ゴパラン（Shyamala Gopalan、1938年 - 2009年）は、1960年にアメリカに移民したバラモン階級に属するチェンナイ出身のタミル系インド人で、著名な乳がん研究者であった。
父親のドナルド・J・ハリス（Donald Jasper Harris 1938年 - ）はジャマイカ人移民で、カリフォルニア大学バークレー校で経済学を修学する為に1961年にアメリカ合衆国に渡り、その後スタンフォード大学の経済学教授になった。
カマラの名は、ヒンドゥー教の女神ラクシュミーの別名から名付けられたもので、サンスクリット語の「蓮の女性」(梵: kamalā、カマラー）に由来する。子供のころは、インドのチェンナイ市ベサントナガルにある母の実家に頻繁に訪れて、母方の祖父でありインドの外交官だった P・V・ゴパランと懇意にしていた。

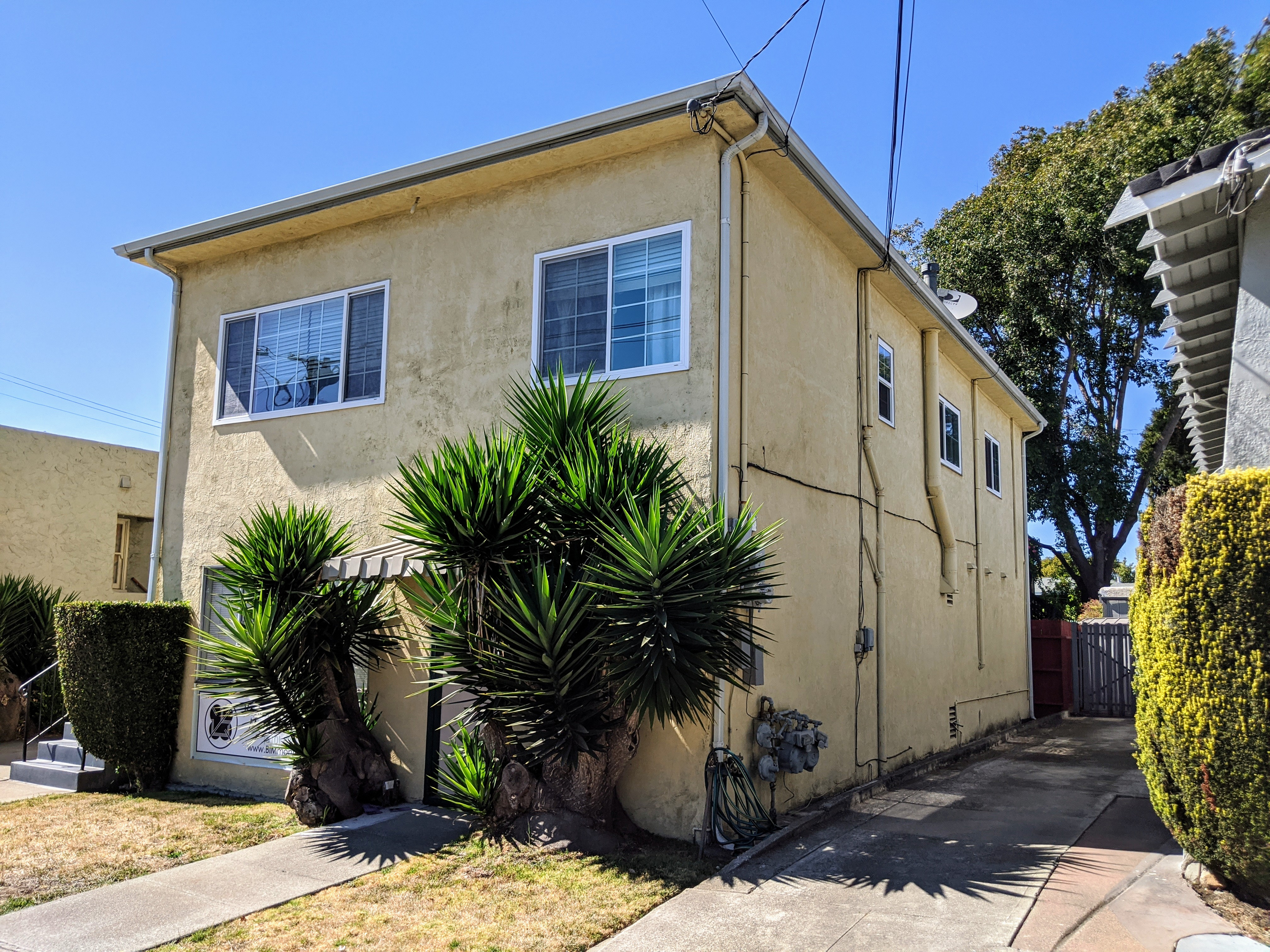
ハリスが幼少期に住んだ家。

ハリスの唯一の妹であるマヤ・ハリス（Maya Lakshmi Harris 1967年 - ）は現在、弁護士で社会運動家である。妹の夫は、前アメリカ司法次官で現在Uberの法務部門を率いているトニー・ウェスト (弁護士)（Derek Anthony "Tony" West 1965年 - ）である。
一家は両親の通う大学院があるカリフォルニア州バークレーに住んでいた。大多数がアフリカ系アメリカ人の地域で、バプテスト教会の聖歌隊でハリスは妹と歌っていた。ハリスは、バークレーの行政が行った包括的差別撤廃プログラムによるバス通学を利用して、バークレー北部のより経済的に豊かな地域に位置するThousand Oaks小学校に通った。この小学校はもともと95%が白人だったが、差別撤廃計画が実行されてからは黒人の比率が40%まで増えた。当時のバークレーでたびたび行われた公民権運動のデモにも、両親は子供を連れて参加していた。ハリスが7歳のときに両親は離婚し、その後は妹とともに母親に育てられた。ハリスが12歳のとき、母子はカナダのケベック州モントリオールに移住した。母シャマラはジューイッシュ総合病院で研究しながらマギル大学で教鞭をとっていた。シングルマザーの家庭環境下であったため、ハリスは学生時代の夏休みにはマクドナルドでアルバイト行い、フライドポテトを揚げて学費を稼いだ。
ハリスはモントリオールのウェストマウント高校を卒業した後、ワシントンD.C.のハワード大学で政治学と経済学を専攻した。ここでソロリティであるアルファ・カッパ・アルファに入会する。
大学を卒業後、ハリスはカリフォルニアに戻り、カリフォルニア大学ヘイスティングス・ロー・スクールで学んだ。1989年に法務博士号 (J.D.) を取得し、カリフォルニア州の法曹資格試験に挑んだが不合格になった。ハリスは後に「試験で実力は計れません」と述べている。翌1990年にカリフォルニア州の法曹資格を取得した。

### 州地方検察

#### 地方検事補
1990年から1998年まで、カリフォルニア州アラメダ郡にて地方検事補として働いた。検察という仕事を選んだことについて、行政に変化をうながすために「実際に決定がなされる場にいたかったのです」と述懐している。
1998年以降は、1996年にサンフランシスコで初のアフリカ系アメリカ人の市長となったウィリー・ブラウンの市政でサンフランシスコ地方検察局に赴任し、ハリスは常習犯対策班（Career Criminal Unit）の指揮を任された。2000年、サンフランシスコ市検事（City Attorney）のルイーズ・レネに要請されて、地域コミュニティ課（Community and Neighborhood Division）のチーフになった。
この間、ロサンゼルス・デイリー・ジャーナル誌上にて、カリフォルニアの法曹トップ100人の中に選ばれた。またカリフォルニア地方検察協会の役員と、全米地方検察協会の副会長を務めた。

#### サンフランシスコ地方検事

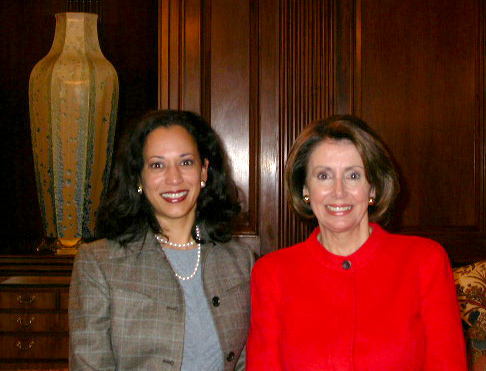
2004年、下院院内総務のナンシー・ペロシと

2003年の選挙において、2期務めた現職のテレンス・ハリナンを下して、サンフランシスコ地方検事に当選した。
2004年4月、サンフランシスコ市警の警察官アイザック・エスピノザが殉職した事件で、犯人に死刑を求刑しないことをハリスは表明した。これはサンフランシスコ警察官組合の反発を招いた。エスピノザの葬儀において、サンフランシスコのダイアン・ファインスタイン市長は最前列に座っていたハリスに壇上から犯人への死刑求刑を要望し、参列した2000名の警官たちはそれにスタンディング・オベーションを送った。それでもハリスは死刑求刑を拒否した。エスピノザを殺害した犯人はその後終身刑を言い渡された。
ハリスは麻薬密売の初犯者に対し、高校卒業と就職の機会を与えるプログラムを始めた。参加者は8年間で300名に満たなかったが、極めて低い再犯率を達成した。

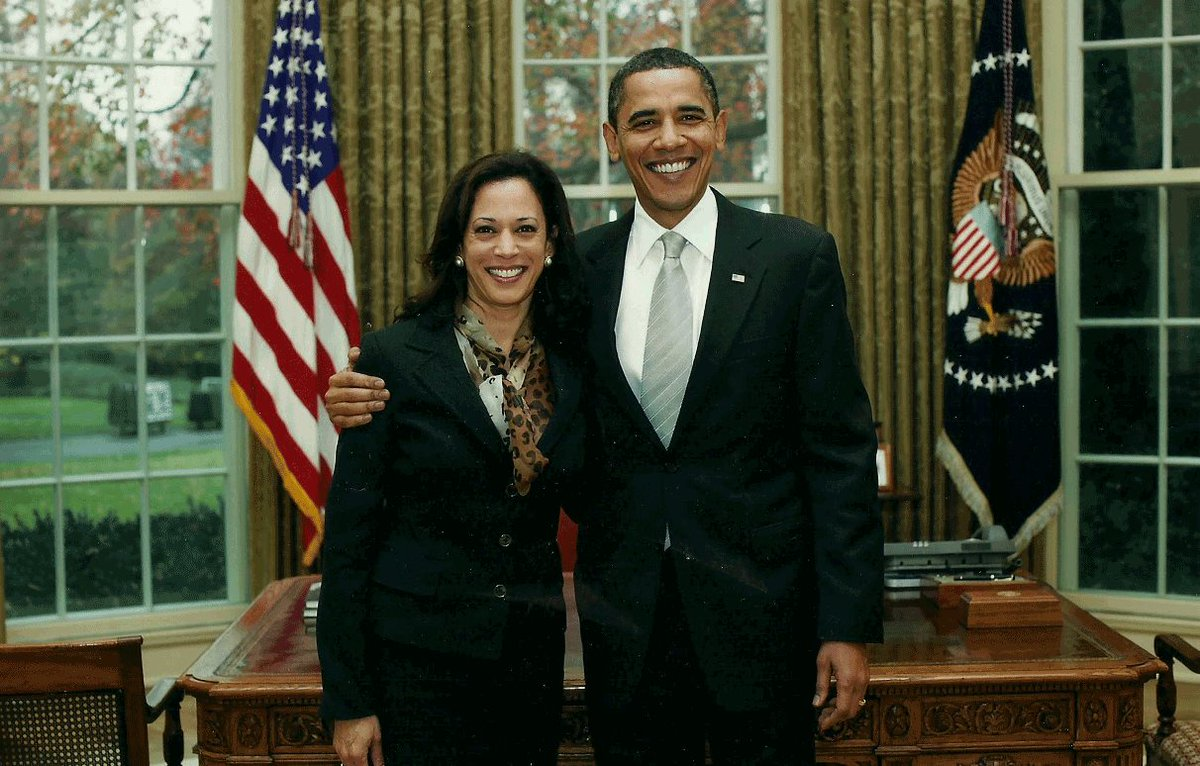
2009年、ホワイトハウスでバラク・オバマ大統領と。

2007年に無投票再選した。

### カリフォルニア州司法長官

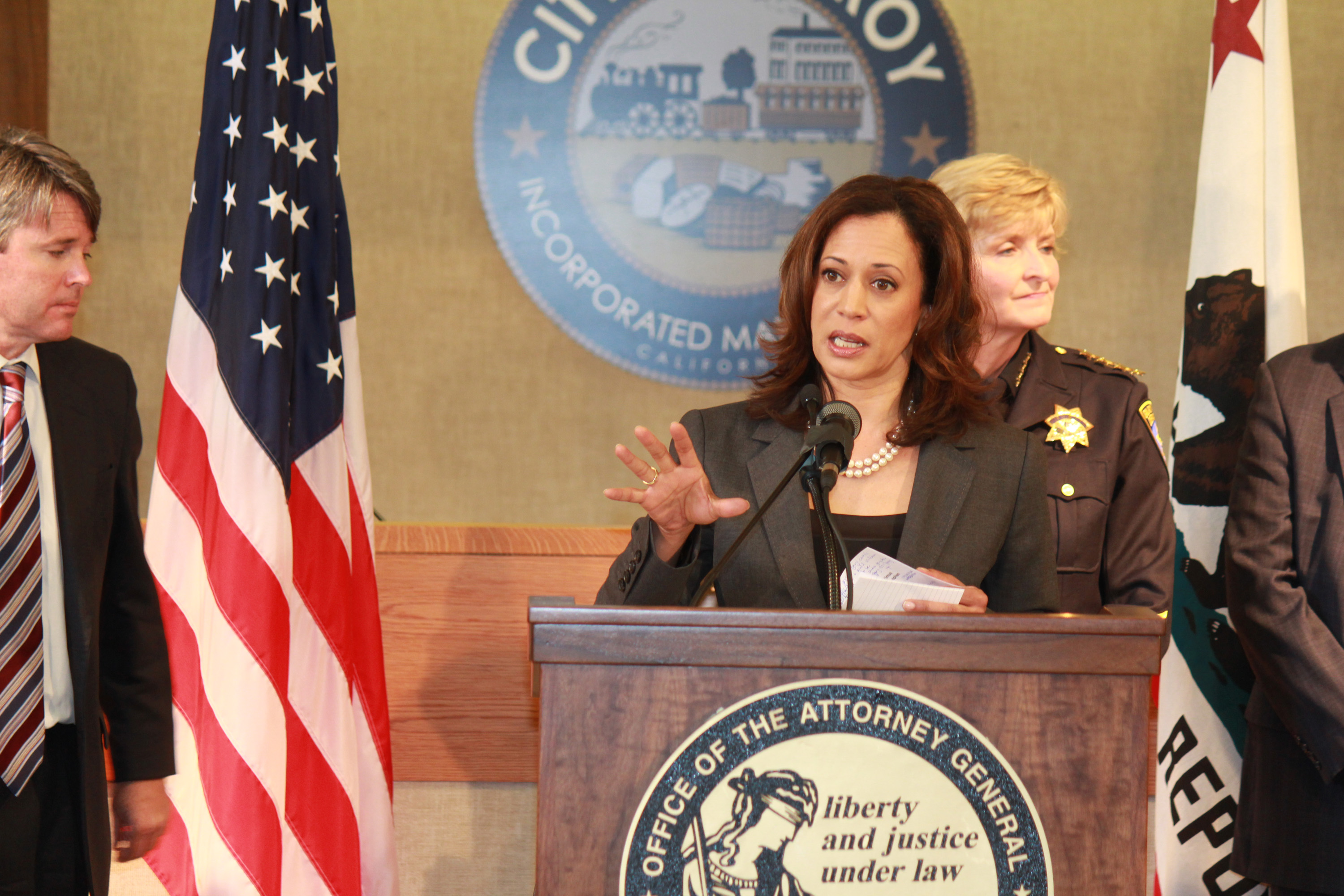
2011年10月14日、ギャング活動で逮捕された100人以上の個人名を公表するカリフォルニア州司法長官ハリス

2008年11月12日、ハリスはカリフォルニア州司法長官選挙への立候補を表明した。カリフォルニア選出の上院議員両名（ダイアン・ファインスタインとバーバラ・ボクサー）及びナンシー・ペロシ下院議長の支持を集めた。2010年6月8日に行われた予備選挙では33.6%の票を得て、2位に倍の差をつけて勝利した。
2010年11月2日の一般選挙でハリスは民主党候補として、共和党候補のスティーブ・クーリーと対峙した。開票の序盤において有利に進めたクーリーは勝利宣言をしたが、最終的に約75000票（0.8%）という僅差でハリスは勝利した。2011年1月3日、ハリスは初の女性・初のアフリカ系・初のインド系としてカリフォルニア州司法長官に就任した。
2014年11月4日、共和党候補のロナルド・ゴールドを破って再選した。
司法長官時代にアメリカ合衆国最高裁判所は、カリフォルニア州の収監中の囚人数は収容能力の2倍に達することが違憲であるという判決を出した。そのため、ハリス側は収監中の囚人たちの出所期限を延期させ、安価の労働力として山火事の消火などに投入した。一部の評論家はこれについて、「奴隷労働」と批判した。

### 連邦上院議員

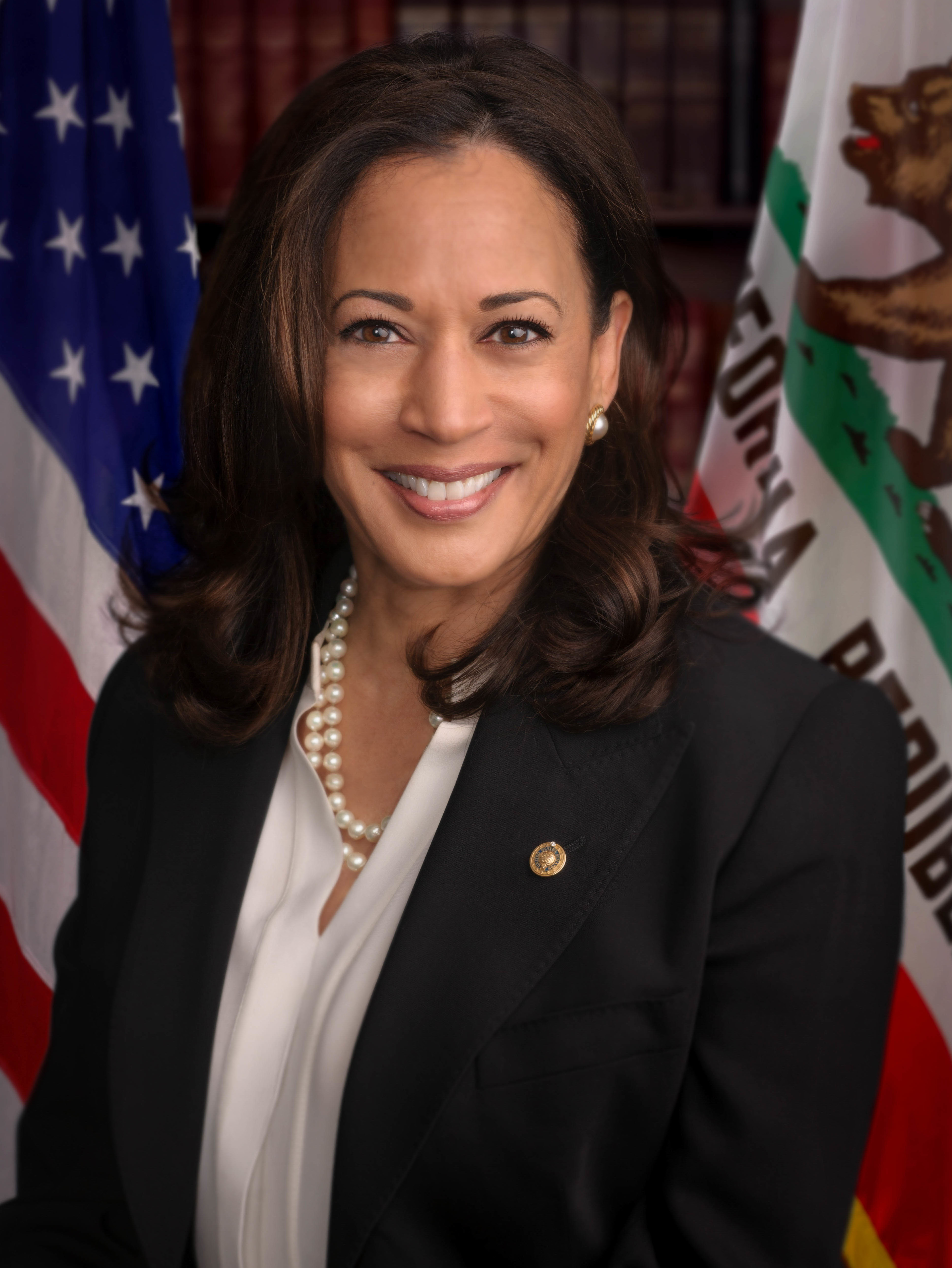
2017年5月、ハリス

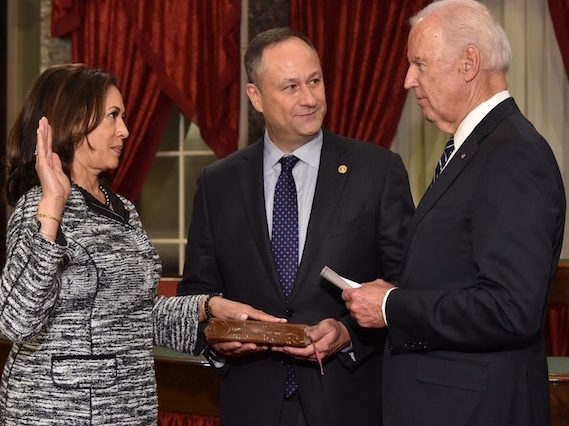
2017年1月3日、副大統領ジョー・バイデンに上院議員としての就任宣言をするハリス

民主党のカリフォルニア州選出上院議員を24年間続けたバーバラ・ボクサーが引退を表明した後、ハリスは2015年1月13日に上院選挙へ立候補することを発表した。
2016年民主党カリフォルニア大会にて78%を得票して、ハリスは民主党の公認を得た。ただしこれは党の唯一の候補になることを意味しない。5月23日にハリスはカリフォルニア州知事ジェリー・ブラウンからの支持を受けた。
2016年6月7日の予備選挙でハリスは40%の票を得て首位になった。2位につけた下院議員のロレッタ・サンチェスも民主党所属であり、民主党による議席確保は確実のものとなった。カリフォルニアの上院議員選挙で、民主党候補同士による一騎打ちになったのは1914年以来のことである。7月19日にはバラク・オバマ大統領とジョー・バイデン副大統領もハリスの支持を表明した。
2016年11月8日の一般選挙でハリスは61.6%を得票し、上院議員に選出された。当選後ハリスは2016年アメリカ合衆国大統領選挙で勝利したドナルド・トランプの政策から移民を守ることを誓約した。州司法長官の後任には、前下院議員のハーヴィエア・ビセラが就任した。
2018年5月、大麻使用の合法化を目指す法案（大麻公正法）の共同提案者に加わったほか、2019年1月に出版した書籍でも大麻の合法化を主張。大麻使用に関するスタンスを明確化した。
上院公聴会で、アメリカ合衆国司法長官ジェフ・セッションズ、ウィリアム・バー、ブレット・カバノー最高裁判所陪席判事候補などトランプ政権の高官に対して鋭い質問をしたことで、ハリスは全国的な注目を浴びた。 

### 2020年アメリカ合衆国大統領選挙

#### 民主党候補指名争い

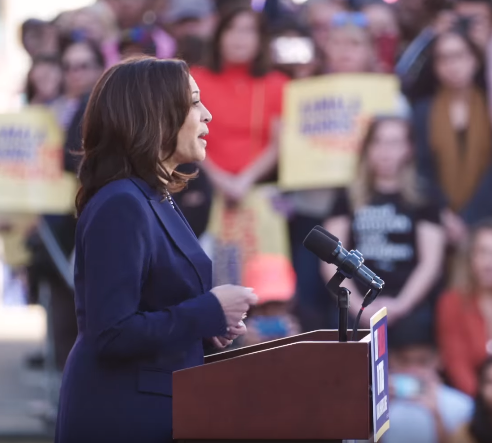
2019年1月27日の大統領選挙出陣式で演説するハリス

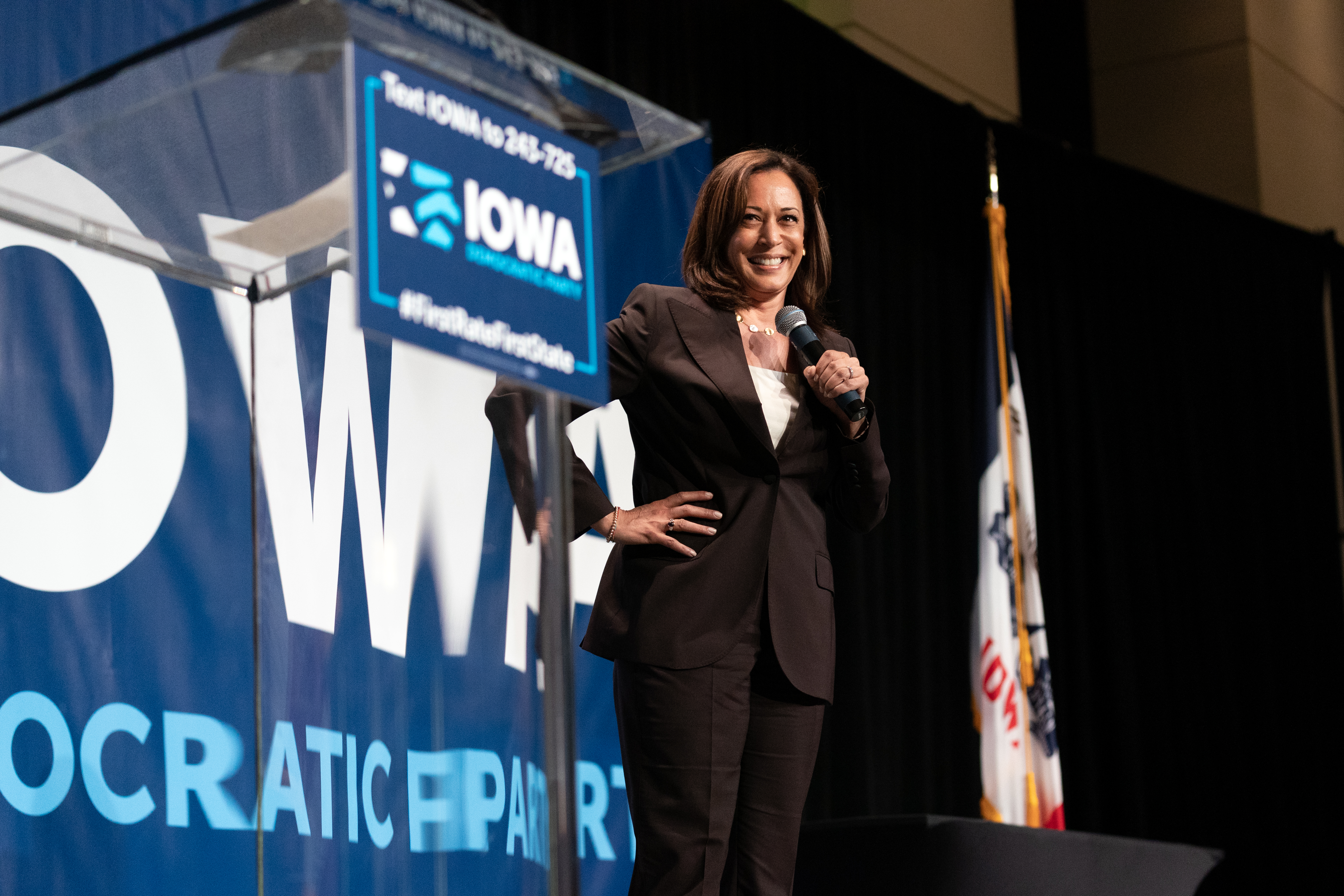
2019年6月10日、アイオワ州シーダーラピッズでの演説

2019年1月21日、Twitterで2020年アメリカ合衆国大統領選挙へ立候補したことを表明した。カリフォルニア州オークランドで選挙運動を開始し、2万2000人もの支持者が集まった。
同年6月27日夜にフロリダ州マイアミで開かれた予備選挙に向けた第1回テレビ討論会2日目に出演した。支持率首位に立っていたジョー・バイデンと人種差別問題を巡って激しくやりあったことで注目を集めた。ハリスはバイデンに対して「あなたが人種差別主義者だとは思わないし、共通点を見つける大事さを訴えていることには共感する」「でも、これは個人的なことでもあるが、この国で人種差別によって名声や職を得た2人の上院議員たちを、あなたが評価するのを聞いて、実はとても傷ついた」「それだけじゃない。あなたはバスで送り届けることに反対するために、彼ら（人種差別主義の上院議員たち）と協力した。カリフォルニアのある少女は、公立学校の統合のために第二クラスに入れられ、毎日学校にバスで送迎された。その少女は私だ」と述べ、1970年代に遡ってバイデンが上院議員として「差別撤廃に向けたバス通学」に反対したことを批判した。バイデンは「私の政治的立場全般についての間違った特徴づけだ。私は人種差別主義者を称賛しない。それは本当ではない」と反論した。この討論会で注目を集め、支持率は一時二桁に乗った。
8月に行われたキニピアック大学の支持率調査によれば、バイデン（32%）、エリザベス・ウォーレン（19%）、バーニー・サンダース（15%）に次ぐ4位（7%）と好位置を得ている。
9月12日にテキサス州ヒューストンで第3回討論会では殺傷能力の高い半自動小銃などを大統領令で禁止すべきであると主張した。バイデンが憲法違反であるとして反対すると、彼女はオバマの選挙スローガンを引き合いに「イエス・ウィー・キャンと言いましょう」とバイデンに詰め寄った。
ハリス陣営は第2四半期（4月-7月）に約1200万ドルの選挙資金を調達したと発表していたが、その後は資金繰りに苦しみ、11月にはメリーランド州ボルティモアの選対本部や、ニューハンプシャー州、カリフォルニア州の選対事務所のスタッフが解雇される事態となった。そして12月3日、資金不足を理由に撤退を表明した。
撤退後は2020年3月3日のスーパーチューズデーでの地元カリフォルニア州の予備選の結果が明らかになるまで、別候補への支持表明は控える立場を取った。バイデンが勝利したのを受けて、3月8日にバイデン支持を表明している

#### 副大統領候補

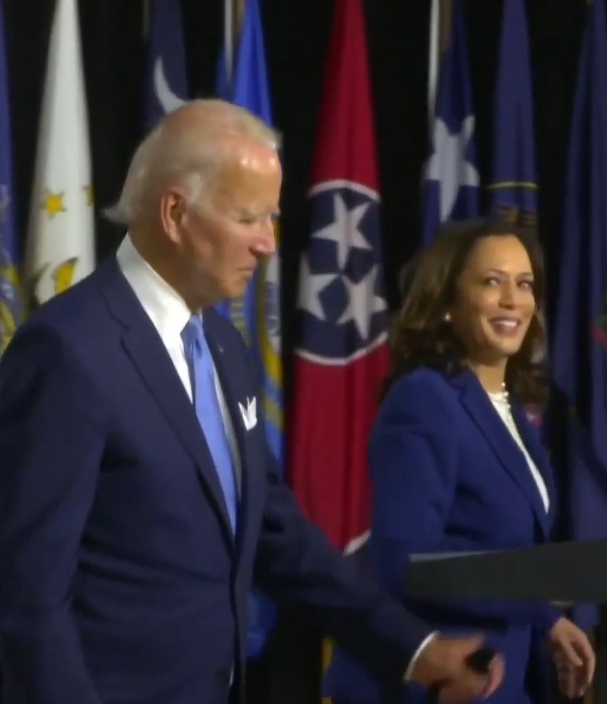
2020年8月12日、カマラ・ハリスを副大統領候補として発表して以降最初の集会でのバイデンとハリス

その後、大統領選挙の候補はバイデンに一本化されたが、その過程でハリスが副大統領の有力候補に挙げられるようになった。2020年8月11日、バイデンにより副大統領候補に指名された。人種差別抗議運動のブラック・ライヴズ・マター（BLM）の高まりに配慮した人選と考えられている。
8月19日に民主党全国大会で正式に党副大統領候補に選出された。受諾演説の中で「絶え間ない混乱で我々はさまよっている。無能さによって恐怖を感じている。冷淡さによって孤独を感じている」と大統領ドナルド・トランプの政治を批判するとともに「黒人、白人、ラテン系、アジア系、先住民、われわれ全てが望む将来を達成するため団結をもたらす大統領を、ジョー・バイデン氏を選出しなければならない」と訴えた。
10月7日夜に現職副大統領マイク・ペンスと副大統領討論会を行った。討論の礼儀は守られていたが、これといって印象に残る物ではなかったというのが大方の評価だったが、ペンスが割って入った時に「私が話しているんです」という言葉をハリスは討論会中に3回繰り返しており、これに視聴者、特に女性の反応が顕著にあった。「仕事の場で男性に発言を遮られる」マンスプレイニングというジェンダー問題として女性たちの共感がハリスに寄せられた。

#### 当選
11月3日に投開票された大統領選挙は接戦州の大勢判明に時間を要したが、11月7日朝にアメリカの主要な報道機関がバイデンの当選確実を報じ、ハリスの副大統領就任も確実となった。落選が報じられたトランプは敗北を認めず、敗北宣言も拒否したが、バイデン・ハリス陣営は7日夜に勝利宣言を行った。そのスピーチでカマラ・ハリスは「私は女性として初めての副大統領だが、最後にはならないだろう。今夜、これを見ている全ての小さな女の子たちが、可能性のある国であることを知ったからだ」「私はオバマ前大統領にとってのジョーのような副大統領になれるよう努める。忠実で、誠実で、毎朝目を覚ましてあなたとその家族について考えるような副大統領を目指す」と述べた。
女性の地位向上活動に取り組んでいるFacebook最高執行責任者（COO）シェリル・サンドバーグは、11月7日に「231年の歴史で初めて移民の娘で黒人・南アジア人系のアメリカ人が副大統領に就く」「ガラスの天井やリーダーシップに関する規範を壊した」と祝意を示した。Apple創業者スティーブ・ジョブズ夫人で慈善活動家ローレン・パウエル・ジョブズも11月7日にTwitterで、「民主主義と共通の人間性、そしてガラスの天井が壊れたことを祝福する」と述べた。
父の出身国であるジャマイカのアンドリュー・ホルネス首相は11月7日にツイッターに祝福のコメントを投稿し、「女性としてアメリカの副大統領に初めて就くハリス氏がジャマイカの遺産を引き継いでいることを誇りに思う」「世界中の女性の勝利だ」と述べた。母の出身国であるインドのナレンドラ・モディ首相もTwitterを通じて祝意を示し「すべてのインド系アメリカ人の大きな誇りだ」「あなたの支援とリーダーシップにより米印関係が一段と強固になると確信している」と述べた。
12月10日にはジョー・バイデンと共に「タイム」誌の「パーソン・オブ・ザ・イヤー」に選ばれた。「タイム」誌は2人の授賞理由として「分裂の怒りよりも、共感の力が偉大であることを示し、悲嘆にくれている世界に癒しの展望を示した」と評している。
12月14日に選挙人による投票が行われ、バイデンとハリスが過半数の306人の選挙人を獲得して当選することが確実となった。2021年1月7日に連邦議会の両院合同会議で正式な集計が行われ、当選が正式に認定された。1月18日に上院議員を辞し、カリフォルニア州務長官アレックス・パディラが代わって上院議員となった。

### アメリカ合衆国副大統領

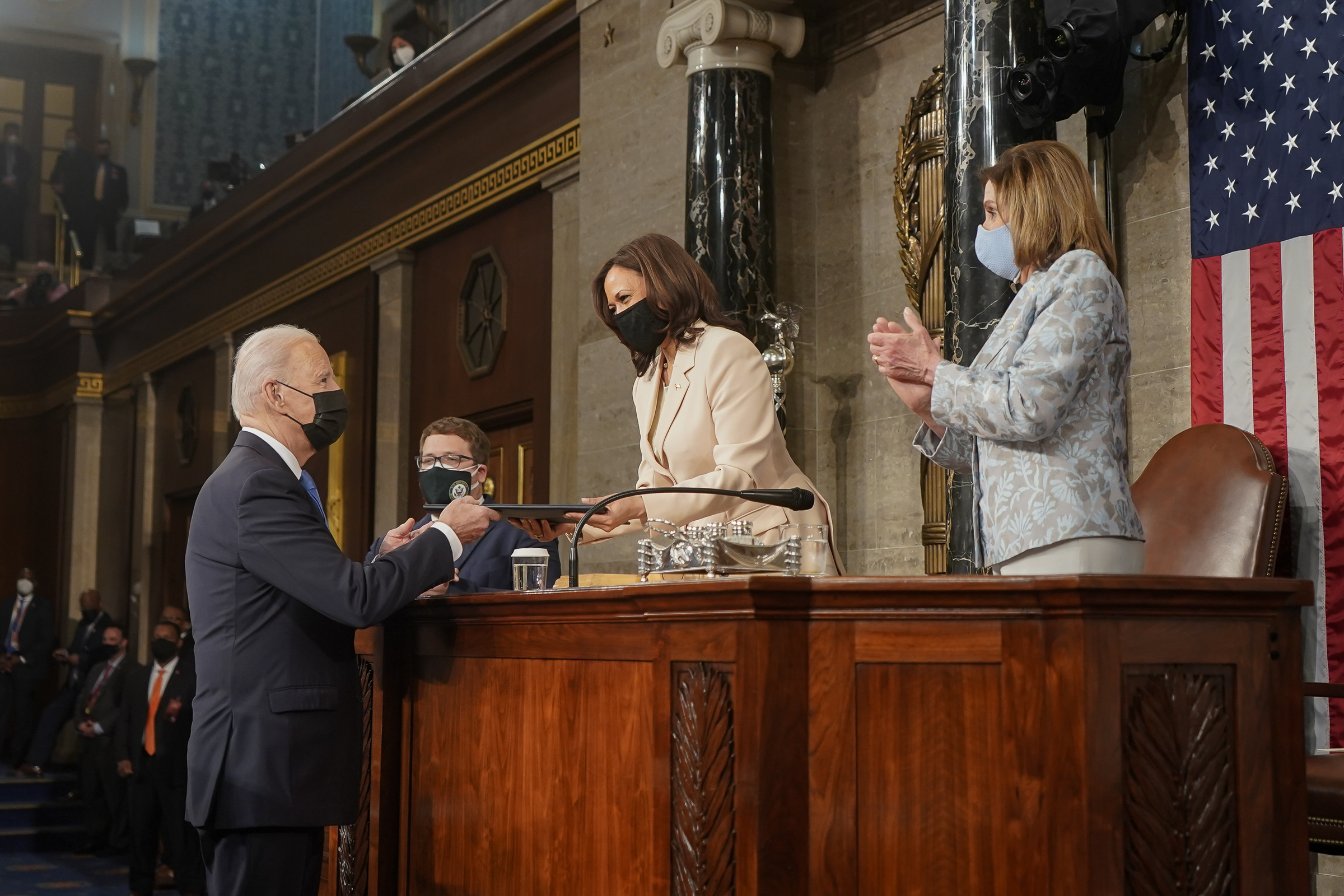
2021年4月28日の両院合同会議大統領演説

2021年1月20日にバイデンとハリスの大統領・副大統領就任式が行われ、宣誓を行って第49代副大統領に就任した。初の女性・アフリカ系・アジア系の副大統領となった。上院の議席は副大統領（上院議長）としてのハリスの議長決裁を加えて民主党が過半数を得ている状態にある。下院議長も女性のナンシー・ペロシであり、そのため4月28日のバイデンの上下両院施政方針演説では上下両院議長席に座っているのがどちらも女性となり、これはアメリカ史上初めての光景であった。

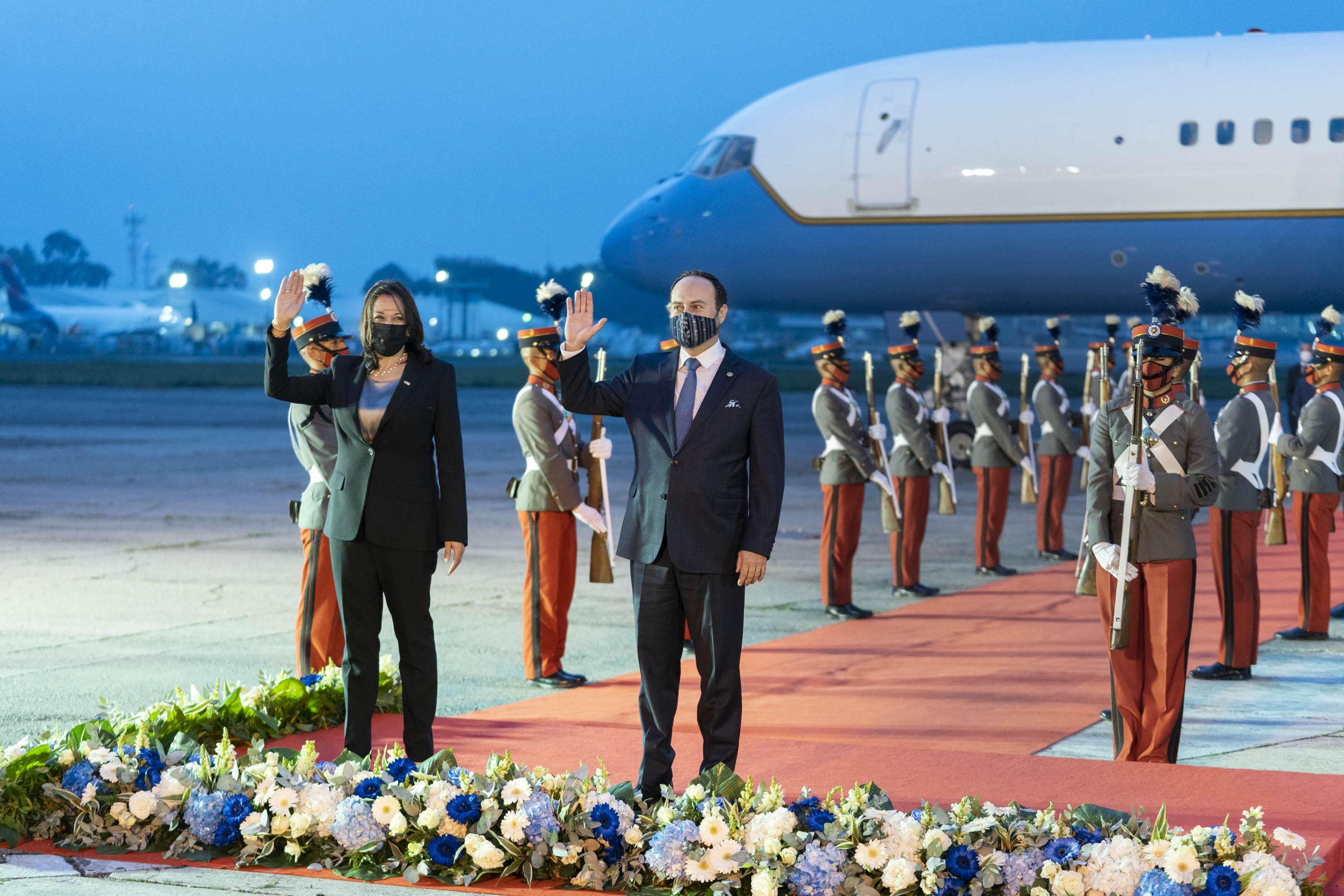
グアテマラ訪問（2021年3月24日）

3月24日にバイデン大統領は南部国境にメキシコからアメリカへ移民することを希望する者が殺到している問題のトップにハリスを当てた。ハリスは3月24日のアメリカのCBSのインタビューにおいて、メキシコや北部三角地帯（ホンジュラス・グアテマラ・エルサルバドル）から難民がアメリカに流れ込んでくることの「根本原因への対応」が必要と述べ、「あの地域の諸国からなぜ大勢がアメリカにやってくるのか。各国の発展を支援することで、大勢がやってくる原因にも取り組む。そのために必要なことをするという形で対応する」と語った。

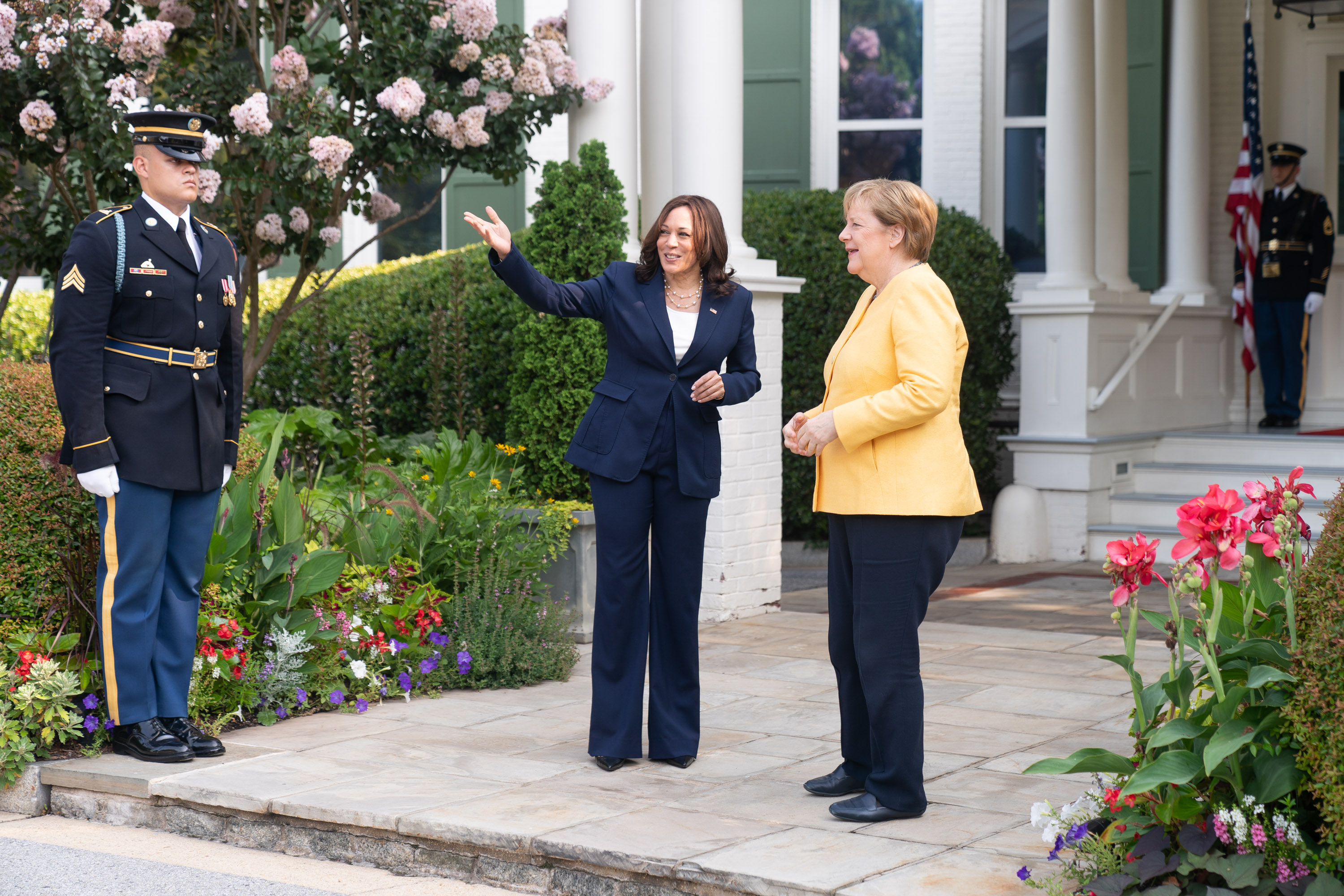
会談するカマラ・ハリス副大統領とアンゲラ・メルケル連邦首相（2021年7月15日）

2021年4月にアメリカを訪問した日本の菅義偉首相と会見した。ハリスは3月にオンラインで行われた日本・アメリカ・オーストラリア・インドの4か国による首脳会合に触れて「インド太平洋地域の平和と安定を維持していくための両国の決意について議論することを楽しみにしている」と述べた。菅は「コロナ禍の中で、初めての外国首脳としてお招き頂いたことを大変感謝している。バイデン、ハリス政権が同盟国との協調を重視していることを高く評価している」と応じた。また菅が東京五輪開催実現の決意を述べたことにハリスは支持を表明した。
2021年5月にアメリカを訪問した大韓民国の文在寅大統領と会見した。新型コロナウイルスワクチン接種者の行動指針が緩和されていたことにより会見はマスク無し握手有りで行われたが、文に握手を求められた際にハリスは若干ためらい、握手後にズボンで手を拭くような挙動をしたことが無礼ではないかとの物議をかもした。
2021年11月、ジョー・バイデン大統領が健康診断を受けている85分間大統領権限を担う。一時的ではあるが、アメリカで女性が大統領権限を担うのは初めて。
2021年12月に国家宇宙会議を、女性初、黒人初の議長として務めた。
2022年9月22日、来たる27日に実施予定の故安倍晋三国葬儀にハリス副大統領がアメリカ合衆国代表として参列することが、日本国外務省により発表された。
2022年11月には、タイのバンコクで開催されたアジア太平洋経済協力会議首脳会議に出席。11月19日には中国の習近平総書記（国家主席）と短時間会談した。一方、その足でフィリピンを訪問した際には、南シナ海の領有権争いの最前線であるパラワン島を訪問。中国のメディアは強く非難した。
2024年アメリカ合衆国大統領選挙では、民主党の候補者だったバイデン大統領が2024年7月21日に撤退を決断。ハリスが後継候補としてバイデンやナンシー・ペロシ元下院議長ら党内の大半から支持を表明された。選挙は現地時間2024年11月5日に投開票されたが、4年ぶりの再選を目指すドナルド・トランプに敗れ女性初の大統領就任とはならなかった。

### 副大統領退任後
大統領選挙敗北後、今後の活動については時間をかけて検討する意向を示した。2026年のカリフォルニア州知事選挙への立候補が取り沙汰されたが、2025年7月30日に不出馬を表明した。

## 著作
ハリスは2009年と2019年にノンフィクションを1冊ずつ、2019年には児童書も1冊上梓した。
一般書
- Smart on Crime: A Career Prosecutor's Plan to Make Us Safer Chronicle Books, 2009. ISBN 978-0-8118-65289. （英語）
- The Truths We Hold: An American Journey Diversified Publishing, 2019. ISBN 978-1-9848-86224. （英語）
  - 『私たちの真実 アメリカン・ジャーニー』 藤田美菜子・安藤貴子訳。光文社、2021年6月。ISBN 978-4334962487

児童書
- Superheroes Are Everywhere Penguin Young Readers Group, 2019. ISBN 978-1-9848-37493. （英語）
  - 『みんなスーパーヒーロー』絵：メカル・ルネ・ロー、中江有里訳、平凡社、2021年9月。ISBN 978-4582838688

### 評伝
- ダン・モレイン『カマラ・ハリスの流儀』土田宏 訳、彩流社、2021年8月。ISBN 978-4779127694

### 公式サイト
- ホワイトハウス（アーカイブ）（英語）
- アメリカ上院（アーカイブ）（英語）
- 選挙活動（英語）

| 公職                               | 公職                                                                                                | 公職                        |
| ---------------------------------- | --------------------------------------------------------------------------------------------------- | --------------------------- |
| 先代 マイク・ペンス                | アメリカ合衆国副大統領 第49代：2021年1月20日 - 2025年1月20日                                        | 次代 J・D・ヴァンス         |
| アメリカ合衆国上院                 | |                             |
| 先代 バーバラ・ボクサー            | カリフォルニア州選出上院議員（第3部） 2017年1月3日 - 2021年1月18日 同職：ダイアン・ファインスタイン | 次代 アレックス・パディラ   |
| 司法職                             | |                             |
| 先代 テレンス・ハリナン            | サンフランシスコ地方検事 第27代：2004年1月8日 - 2011年1月3日                                        | 次代 ジョージ・ガスコン     |
| 先代 ジェリー・ブラウン            | カリフォルニア州司法長官 第32代：2011年1月3日 - 2017年1月3日                                        | 次代 キャサリーン・ケネリー |
| 党職                               | |                             |
| 先代 ティム・ケイン （2016年）     | 民主党副大統領候補 2020年                                                                           | 次代 - （2024年）           |
| 先代 バーバラ・ボクサー （2010年） | カリフォルニア州選出上院議員（第3部） 民主党候補 2016年                                             | 次代 - （2022年）           |